# 4325 Guest
4325 Guest è un asteroide della fascia principale. Scoperto nel 1982, presenta un'orbita caratterizzata da un semiasse maggiore pari a 2,7490673 UA e da un'eccentricità di 0,0987363, inclinata di 5,76671° rispetto all'eclittica.